# Crémaillère (accessoire de foyer)
Pour les autres usages, voir Crémaillère.

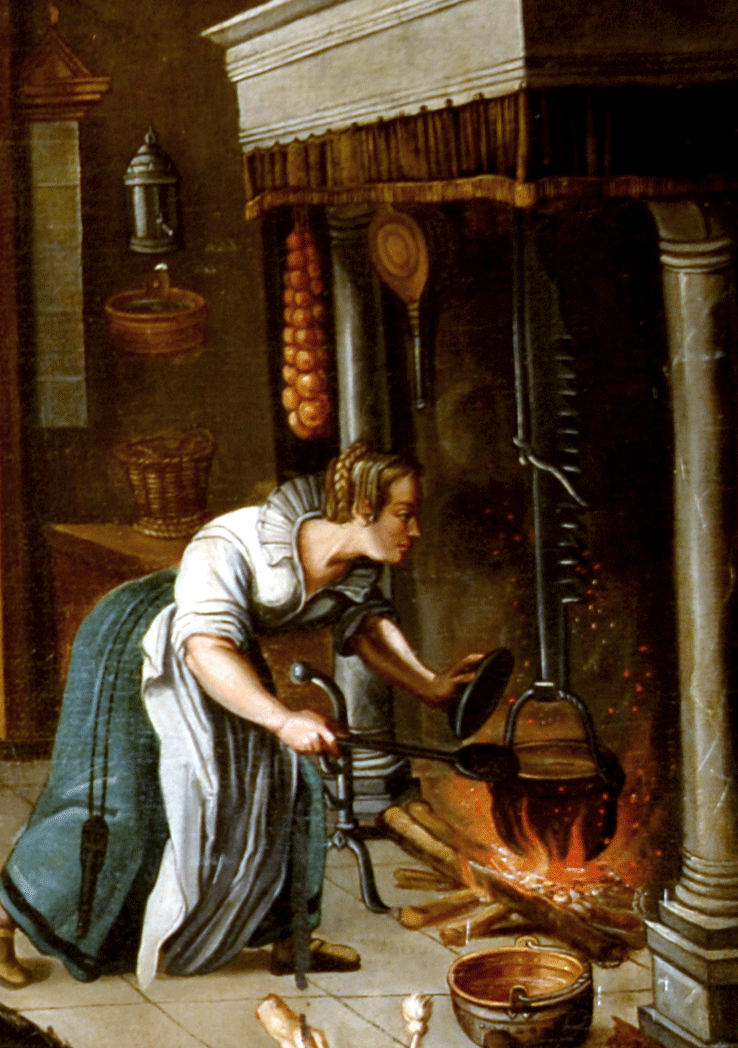
Crémaillère à dents dans un tableau de Joos Goemare au Musée de la Gourmandise.

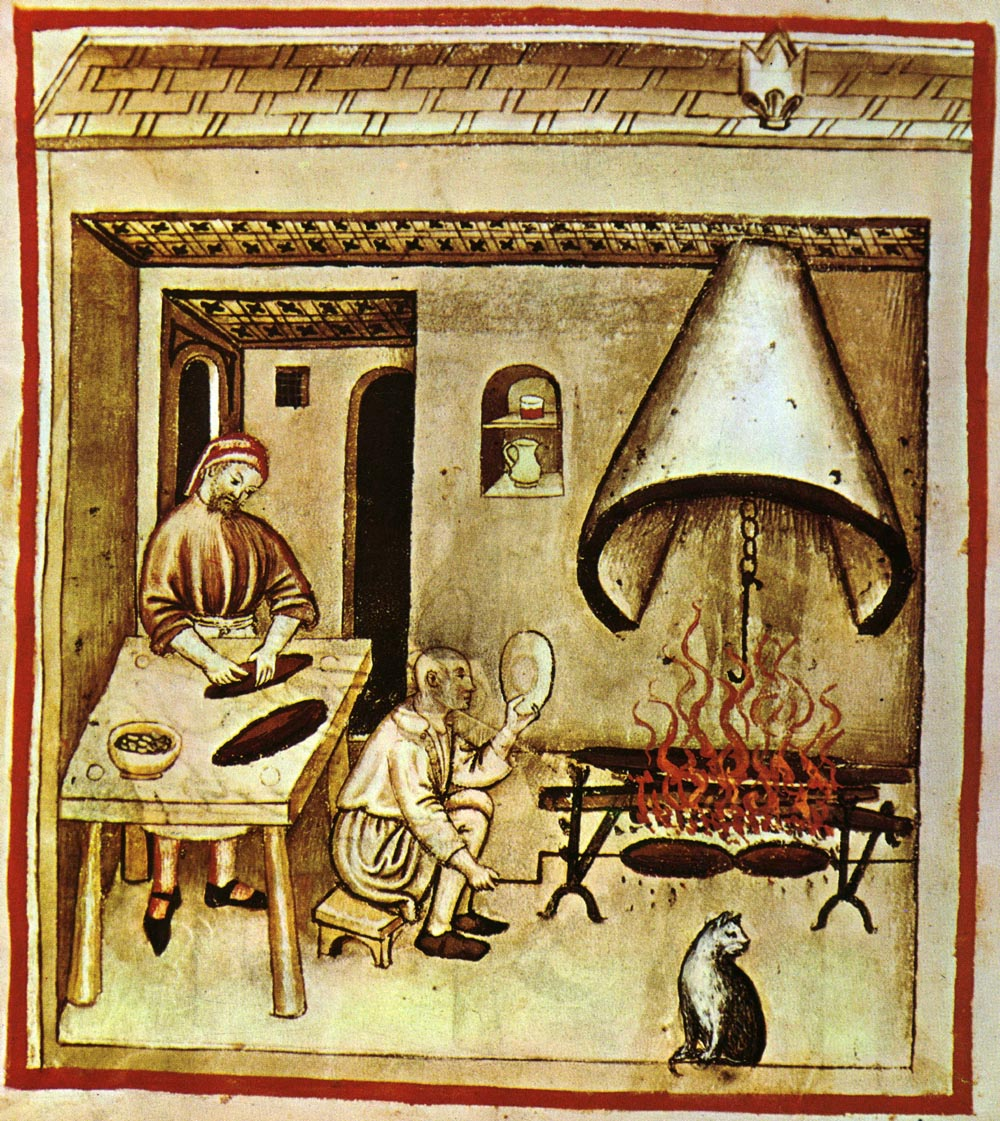
Crémaillère à accroc, chaîne à gros maillons ouvragés que l'on raccourcit ou que l'on rallonge en ajoutant ou supprimant des maillons (Tacuinum sanitatis, XIVe siècle).

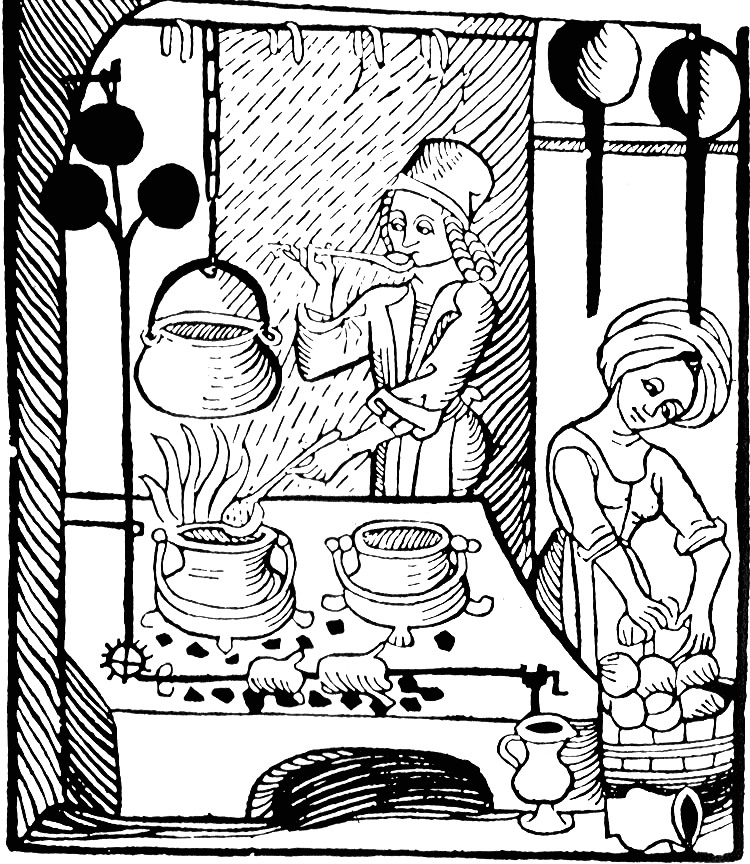
Crémaillère à accroc suspendue à une potence.

Une crémaillère est un dispositif mécanique accroché à une potence, un piton ou un anneau scellé dans la paroi d'un foyer, et pourvu de crocs (crémaillère à accroc) ou de dents (crémaillère à dents) permettant de suspendre au-dessus de la flamme les ustensiles munis d'une anse (marmite, chaudron, coquemar, bouilloire). Cet accessoire de foyer est un symbole traditionnel de la cheminée.

## Étymologie
D'abord cramailliere (1445), élargissement de l'ancien français cramail, cremail (XVIe siècle), issu du latin populaire cremasculus (cf. francoprovençal cremâcllo, provençal cremascle), emprunté au grec tardif kremastêr « qui suspend », qui a aussi donné le catalan clemàstecs, clemastres, calabrais, apulien camastra.

## Origine et usage primitif

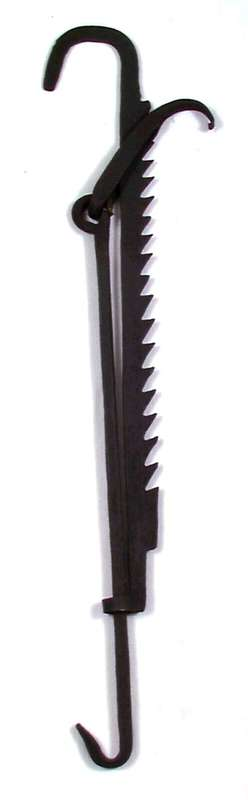
Crémaillère composée de deux tiges coulissantes (tige mobile munie de dents, tige fixe). La partie mobile est pourvue de dents taillées dans un fer plat. Musée folklorique norvégien.

Vers le VIe siècle av. J.-C. (période de Hallstatt), au nord des Alpes, les Celtes améliorent le système de cuisson, jusqu'alors constitué par un récipient posé à même le feu ou légèrement surélevé par des pierres, en inventant le trépied en fer où pend une crémaillère constituée d'une chaîne et d'un crochet auquel on suspend un récipient à anneaux ou à anse. 
Cette chaîne est plus tard remplacée par une tige de fer ou « une bande de fer plat, sur la longueur de laquelle on a pratiqué des dents ou hoches profondes. Cette bande a un bout de chaine à une de ses extrémités, par lequel elle peut être suspendue ; elle est embrassée par une autre bande de fer plat qui se meut sur elle, dont l'extrémité supérieure peut s'arrêter dans chacune de ses dents, et dont l'inférieure est terminée par un crochet. On place cet assemblage dans les cheminées de cuisine ; on fait descendre ou monter le crochet à discrétion, par le moyen des dents ou crans ; on passe un pot à anse ou un chauderon dans le crochet, et ce vaisseau demeure ainsi exposé au-dessus de la flamme. » Le crochet se nomme le crémaillon.
Le système de crans peut être remplacé par des ergots (crémaillère à ergots) ou par une série de trous (crémaillère à échelons). La bande de fer peut être simplement verticale ou former une croix – ce qui permet de suspendre au minimum trois marmites. Elle peut encore être en forme d'arc, de triangle, de cœur. 
La crémaillère est suspendue au-dessus du cœur de l'âtre à une barre horizontale fixée dans la cheminée. Lorsque celle-ci se trouve non pas adossée à un mur mais au centre de la pièce, on peut « faire le tour de la crémaillère » (ce qui a donné lieu à des traditions d'accueil des employés, au pays basque par exemple). Elle peut aussi être accrochée à une potence pivotante, fixée sur le côté de la cheminée, ce qui permet d'écarter aisément le récipient du feu. Jusqu'au XIXe siècle, c'est un objet essentiel dans la maison, qui a donné naissance à une coutume sympathique : la pendaison de crémaillière. 
La crémaillère dite « de cheminée » permet de suspendre, à hauteur variable, de nombreux récipients munis d'une anse, notamment la traditionnelle marmite ou la servante au-dessus du foyer pour chauffer de l'eau ou cuire des aliments. On en trouve de nombreux exemples dans les musées et dans les châteaux européens.
Pour saisir l'anse de ces ustensiles sans se brûler, on emploie parfois une sorte de poignée ou de crochet de fer, appelée « main de fer ».

### Articles détaillés
- Crémaillère
- Pendaison de crémaillère
- Pièce mécanique